# Le Balafré
Pour plus de détails, voir Fiche technique et Distribution.

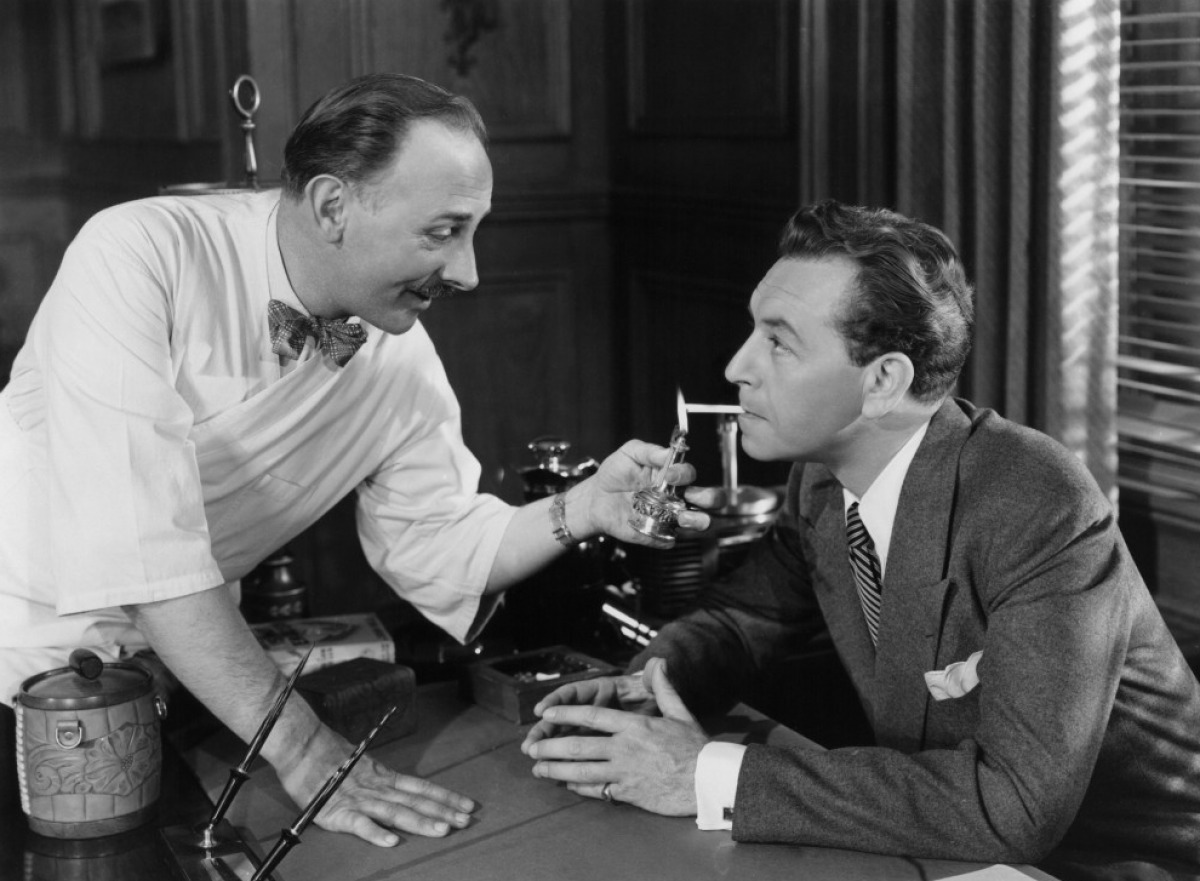
John Qualen et Paul Henreid

Le Balafré (Hollow Triumph) est un film noir américain réalisé par Steve Sekely, sorti en 1948.

## Synopsis
À sa sortie de prison, John Muller décide de monter un gros coup, malgré les réticences de ses partenaires : l'attaque d'un casino privé.
L'affaire tournant mal, il est obligé de fuir poursuivi par les deux tueurs envoyés par le propriétaire du casino. Un jour, il découvre qu'il a un sosie, un psychiatre du nom de Bartok ; la seule différence entre eux étant la balafre que le psychiatre arbore à son visage.

## Fiche technique
- Titre : Le Balafré
- Titre original : Hollow Triumph
- Réalisation : Steve Sekely
- Scénario : Daniel Fuchs d'après le roman de Murray Forbes
- Production : Paul Henreid et Bryan Foy
- Société de production : Bryan Foy Productions
- Musique : Sol Kaplan
- Photographie : John Alton
- Montage : Fred Allen
- Direction artistique : Frank Durlauf et Edward L. Ilou
- Décors : Armor Marlowe et Clarence Steensen
- Costumes : Kay Nelson
- Pays de production : États-Unis
- Langue originale : anglais
- Format : noir et blanc – 35 mm – 1,37:1 – mono (RCA Sound System)
- Genre : film noir
- Durée : 83 minutes
- Dates de sortie :
  - États-Unis : 18 août 1948 (Reading)
  - France : 3 mai 1950

## Distribution
- Paul Henreid : John Muller / Dr Victor Emil Bartok
- Joan Bennett : Evelyn Hahn
- Eduard Franz : Frederick Muller
- Leslie Brooks : Virginia Taylor
- John Qualen : Dr Swangron D.D.S.
- Mabel Paige : Femme de ménage
- Herbert Rudley : Marcy
- Charles Arnt : Coblenz
- George Chandler : Artell, assistant photo
- Sid Tomack : Aubrey, directeur du magasin de photo
- Alvin Hammer : Jerry
- Ann Staunton : Blonde
- Paul E. Burns : Harold, employé de la prison
- Charles Trowbridge : Warden, directeur de la prison
- Morgan Farley : Howard Anderson
- Catherine Doucet (non créditée) : Mme Nielson, une patiente